# АИ-24
АИ-24 — одновальный турбовинтовой двигатель с 10-ступенчатым осевым компрессором, кольцевой камерой сгорания и трёхступенчатой турбиной. Разработан на ЗМКБ «Прогресс» им. академика А. Г. Ивченко, серийное производство развёрнуто с 1961 году на ЗПОМ «Моторостроитель» (ныне ОАО «Мотор Сич») в г. Запорожье. Двигатель предназначен для установки на самолёты Ан-24, Ан-26, Ан-30 и их модификации, выполняющих полёты на линиях средней протяжённости.

## Конструкция

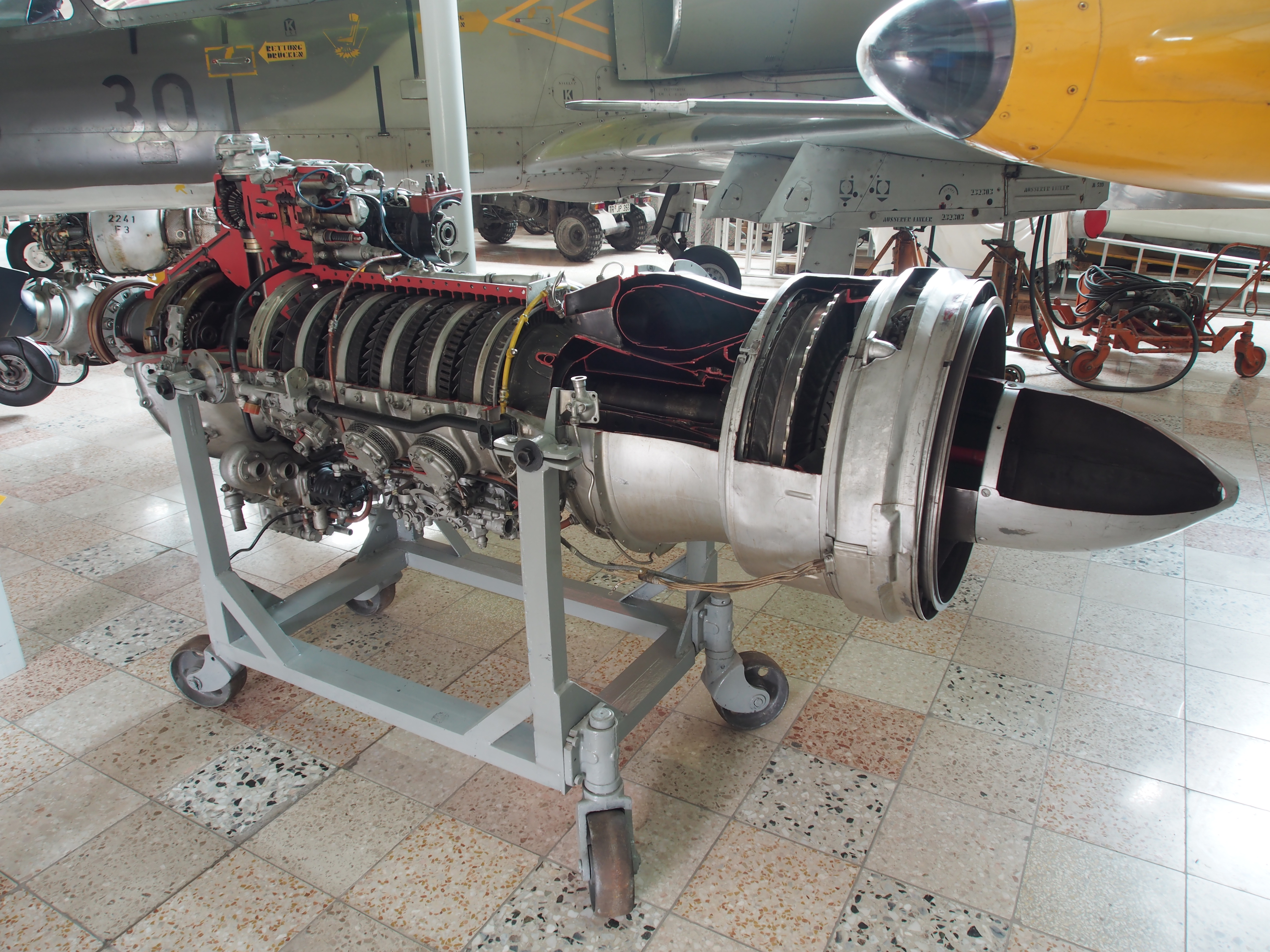
АИ-24 в музее, Хермескайль

АИ-24 оснащён 10-ступенчатым осевым компрессором и трёхступенчатой турбиной. Камера сгорания кольцевая с 8 форсунками. Система смазки циркуляционная под давлением. Запуск двигателя осуществляется от планетарного стартёра-генератора СТГ-18ТМО, питающегося от ВСУ РУ-19А-300 или ТГ-16, для снижения температуры газов и ускорения запуска на двигателе предусмотрена система впрыска воды в компрессор. В передней части двигателя монтируются стартёр-генератор, генератор переменного тока, аэродинамические датчики, манометрический сигнализатор обледенения, редуктор с измерителем крутящего момента (ИКМ), масляный фильтр, регулятор вращения винта Р68ДТ-24М. Двигатель оснащён четырёхлопастным флюгируемым воздушным винтом изменяемого шага АВ-72Т. Топливом служит авиационный керосин марок Т-1, ТС-1, РТ. Основные достоинства АИ-24 — высокая надёжность, большой ресурс, простота конструкции, простота и технологичность обслуживания.

## Модификации
- АИ-24 — базовый для самолёта Ан-24.
- АИ-24 II серии — выпускался серийно с 1964 года, устанавливался на самолёты Ан-24А, Ан-24Б, Ан-24В, Ан-24Т и Ан-24РВ.
- АИ-24В — турбовальный для вертолёта В-8.
- АИ-24ВТ — форсированный до 2820 л. с. Устанавливался на Ан-26, Ан-30.
- АИ-24П — двигатель мощностью 2467 л. с. разработан для установки на экранопланы СМ-6 и Метеор-2.
- АИ-24Т — выпускался серийно с 1966 года и устанавливался на самолёты Ан-24А, Ан-24В и Ан-24Т. Имеет систему впрыска воды на входе.
- АИ-24УБЭ — бортовая энергетическая установка, создана в 1981 году. Предназначена для самолётов ДРЛО А-50.

## Технические характеристики
- Мощность на взлётном режиме: 2550 л. с.
- Удельный расход топлива на взлётном режиме: 0,264 кг/л. с. ч.
- Обороты компрессора низкого давления на взлётном режиме: 15 100 об/мин
- Расход воздуха на взлётном режиме: 13,1 кг/с
- Степень повышения давления: 6,4
- Температура газов максимальная: 1150 K
- Удельный расход топлива на крейсерском режиме: 0,245 кг/кгс*ч
- Масса двигателя: 600 кг

### Габариты
- длина: 2345 мм
- ширина: 677 мм
- высота: 1075 мм